# Coppa del Mondo di nuoto 2012
La XXIV edizione della Coppa del Mondo di nuoto (FINA/Arena Swimming World Cup 2012) si disputò dal 2 ottobre all'11 novembre 2012.
Le tappe in calendario furono otto: alle sette dell'edizione precedente, tutte confermate, si aggiunse Doha, in Qatar, che ospitò la manifestazione per la prima volta.
In questa edizione fecero il loro esordio nel programma di gara due staffette a squadre miste (formate da due uomini e due donne): la 4×50 m stile libero e la 4×50 m mista.
L'australiano Kenneth To conquistò il trofeo per la prima volta. In campo femminile prima affermazione anche per l'ungherese Katinka Hosszú, dominatrice della stagione con 39 gare vinte.

## Calendario
| Cluster | # | Date             | Sede                       | Impianto                                      |
| ------- | - | ---------------- | -------------------------- | --------------------------------------------- |
| Asia 1  | 1 | 2 - 3 ottobre    | Dubai, Emirati Arabi Uniti | Hamdan bin Mohammed bin Rashid Sports Complex |
| Asia 1  | 2 | 6 - 7 ottobre    | Doha, Qatar                | Hamad Aquatic Centre                          |
| Europa  | 3 | 13 - 14 ottobre  | Stoccolma, Svezia          | Eriksdalsbadet                                |
| Europa  | 4 | 17 - 18 ottobre  | Mosca, Russia              | Olympiisky Tcenter                            |
| Europa  | 5 | 20 - 21 ottobre  | Berlino, Germania          | Europa-Sportpark                              |
| Asia 2  | 6 | 2 - 3 novembre   | Pechino, Cina              | Centro acquatico nazionale                    |
| Asia 2  | 7 | 6 - 7 novembre   | Tokyo, Giappone            | Tatsumi International Swimming Center         |
| Asia 2  | 8 | 10 - 11 novembre | Singapore                  | Singapore Sports School                       |

## Classifiche finali

### Maschile
| Pos.    | Atleta             | Nazionale         | Tot. | Emirati Arabi Uniti (bandiera) | Qatar (bandiera) | Svezia (bandiera) | Russia (bandiera) | Germania (bandiera) | Cina (bandiera) | Giappone (bandiera) | Singapore (bandiera) |
| ------- | ------------------ | ----------------- | ---- | ------------------------------ | ---------------- | ----------------- | ----------------- | ------------------- | --------------- | ------------------- | -------------------- |
| Oro     | Kenneth To         | Australia         | 195  | 25                             | 25               | 20                | 20                | 20                  | 25              | 10                  | 50                   |
| Argento | George Bovell      | Trinidad e Tobago | 157  | 13                             | 13               | 25                | 16                | 25                  | 20              | 13                  | 32                   |
| Bronzo  | Stanislav Donec    | Russia            | 131  | 7                              | 3                | 5                 | 25                | 13                  | 13              | 25                  | 40                   |
| 4       | Daiya Seto         | Giappone          | 97   | 16                             | 20               | 16                | 13                | 16                  | -               | 16                  | -                    |
| 5       | Kazuya Kaneda      | Giappone          | 76   | -                              | -                | 10                | 10                | -                   | 16              | 20                  | 20                   |
| 6       | Robert Hurley      | Australia         | 57   | 1                              | 7                | 7                 | 3                 | -                   | 10              | 3                   | 26                   |
| 7       | Chad le Clos       | Sudafrica         | 36   | 20                             | 16               | -                 | -                 | -                   | -               | -                   | -                    |
| 8       | Darian Townsend    | Sudafrica         | 28   | 10                             | 2                | 3                 | -                 | -                   | 2               | 7                   | 4                    |
| 9       | László Cseh        | Ungheria          | 19   | -                              | -                | 13                | 1                 | 5                   | -               | -                   | -                    |
| 10      | Matthew Targett    | Australia         | 17   | -                              | -                | 2                 | 5                 | 10                  | -               | -                   | -                    |
| 11      | Anthony Ervin      | Stati Uniti       | 16   | 3                              | -                | -                 | -                 | 3                   | -               | -                   | 10                   |
| 12      | Nikolaj Skvorcov   | Russia            | 14   | -                              | -                | -                 | 7                 | 7                   | -               | -                   | -                    |
| 12      | Christian Sprenger | Australia         | 14   | -                              | -                | -                 | -                 | -                   | -               | -                   | 14                   |
| 14      | Roland Schoeman    | Sudafrica         | 10   | -                              | 10               | -                 | -                 | -                   | -               | -                   | -                    |
| 15      | Wang Shun          | Cina              | 7    | -                              | -                | -                 | -                 | -                   | 7               | -                   | -                    |

### Femminile
| Pos.    | Atleta            | Nazionale     | Tot. | Emirati Arabi Uniti (bandiera) | Qatar (bandiera) | Svezia (bandiera) | Russia (bandiera) | Germania (bandiera) | Cina (bandiera) | Giappone (bandiera) | Singapore (bandiera) |
| ------- | ----------------- | ------------- | ---- | ------------------------------ | ---------------- | ----------------- | ----------------- | ------------------- | --------------- | ------------------- | -------------------- |
| Oro     | Katinka Hosszú    | Ungheria      | 186  | 25                             | 20               | 25                | 25                | 10                  | 16              | 25                  | 40                   |
| Argento | Zsuzsanna Jakabos | Ungheria      | 129  | 3                              | 16               | 13                | 13                | 5                   | 13              | 16                  | 50                   |
| Bronzo  | Britta Steffen    | Germania      | 97   | 10                             | 5                | 20                | 10                | -                   | 7               | 13                  | 32                   |
| 4       | Sophie Allen      | Gran Bretagna | 57   | -                              | -                | 10                | 7                 | 20                  | -               | 20                  | -                    |
| 5       | Daryna Zevina     | Ucraina       | 45   | 20                             | 25               | -                 | -                 | -                   | -               | -                   | -                    |
| 6       | Therese Alshammar | Svezia        | 36   | 7                              | 13               | 16                | -                 | -                   | -               | -                   | -                    |
| 7       | Leah Smith        | Stati Uniti   | 33   | -                              | -                | -                 | 20                | 13                  | -               | -                   | -                    |
| 7       | Rachel Goh        | Australia     | 33   | 13                             | -                | 1                 | -                 | 3                   | 10              | -                   | 6                    |
| 9       | Rebecca Mann      | Stati Uniti   | 32   | -                              | -                | -                 | 16                | 16                  | -               | -                   | -                    |
| 9       | Melissa Ingram    | Nuova Zelanda | 32   | 16                             | 10               | 2                 | -                 | -                   | -               | -                   | 4                    |
| 11      | Angie Bainbridge  | Australia     | 26   | -                              | -                | -                 | -                 | -                   | -               | -                   | 26                   |
| 12      | Camille Muffat    | Francia       | 25   | -                              | -                | -                 | -                 | 25                  | -               | -                   | -                    |
| 12      | Ye Shiwen         | Cina          | 25   | -                              | -                | -                 | -                 | -                   | 25              | -                   | -                    |
| 14      | Ngawati Kotuku    | Australia     | 22   | -                              | -                | -                 | -                 | -                   | 2               | -                   | 20                   |
| 15      | Yiwen Shao        | Cina          | 20   | -                              | -                | -                 | -                 | -                   | 20              | -                   | -                    |

### Classifiche guadagni
Gli atleti che hanno ottenuto i maggiori guadagni in questa edizione grazie alle vittorie e ai piazzamenti e al netto del premio finale, sono stati la vincitrice della coppa generale Katinka Hosszú e il sudafricano Darian Townsend.
| Pos. | Atleta          | US$    |
| ---- | --------------- | ------ |
| 1    | Darian Townsend | 26.750 |
| 2    | Daiya Seto      | 26.000 |
| 3    | Stanislav Donec | 24.000 |
| 4    | Robert Hurley   | 23.750 |
| 5    | Kenneth To      | 20.500 |

| Pos. | Atleta            | US$    |
| ---- | ----------------- | ------ |
| 1    | Katinka Hosszú    | 69.250 |
| 2    | Zsuzsanna Jakabos | 34.750 |
| 3    | Britta Steffen    | 22.500 |
| 4    | Rachel Goh        | 21.000 |
| 5    | Inge Dekker       | 18.500 |

## Vincitori

### Dubai
Fonte
| Gara                | Atleti                                                                 | Perf.                           | Gara         | Atleti                                                       | Perf.                           | Gara   | Atleti                         | Perf.           |
| ------------------- | ---------------------------------------------------------------------- | ------------------------------- | ------------ | ------------------------------------------------------------ | ------------------------------- | ------ | ------------------------------ | --------------- |
| Stile libero        |                                                                        |                                 |              |                                                              |                                 |        |                                |                 |
| 50 m                | Anthony Ervin Therese Alshammar                                        | 21"18 24"50                     | 200 m        | Darian Townsend Katinka Hosszú                               | 1'42"71 1'55"97                 | 800 m  | Katinka Hosszú                 | 8'31"70         |
| 100 m               | Kenneth To Britta Steffen                                              | 46"89 53"39                     | 400 m        | Kōsuke Hagino Katinka Hosszú                                 | 3'40"77 4'04"43                 | 1500 m | Gergő Kis                      | 15'00"65        |
| Dorso               |                                                                        |                                 |              |                                                              |                                 |        |                                |                 |
| 50 m                | Stanislav Donec Rachel Goh                                             | 23"47 27"02                     | 100 m        | Stanislav Donec Rachel Goh                                   | 50"62 57"67                     | 200 m  | Radosław Kawęcki Daryna Zevina | 1'51"03 2'05"01 |
| Rana                |                                                                        |                                 |              |                                                              |                                 |        |                                |                 |
| 50 m                | Cameron van der Burgh Jennie Johansson                                 | 26"64 30"62                     | 100 m        | Cameron van der Burgh Jennie Johansson                       | 58"33 1'06"26                   | 200 m  | Marco Koch Fumiko Kawanabe     | 2'05"26 2'23"01 |
| Farfalla            |                                                                        |                                 |              |                                                              |                                 |        |                                |                 |
| 50 m                | Jason Dunford Therese Alshammar                                        | 22"77 25"56                     | 100 m        | Chad le Clos Therese Alshammar                               | 49"82 57"91                     | 200 m  | Chad le Clos Katinka Hosszú    | 1'51"61 2'10"43 |
| Misti               |                                                                        |                                 |              |                                                              |                                 |        |                                |                 |
| 100 m               | Kenneth To Katinka Hosszú                                              | 51"43 1'00"75                   | 200 m        | Darian Townsend Katinka Hosszú                               | 1'53"25 2'10"53                 | 400 m  | Daiya Seto Katinka Hosszú      | 4'06"69 4'31"34 |
| Staffette           |                                                                        |                                 |              |                                                              |                                 |        |                                |                 |
| 4x50 m stile libero | Ungheria Krisztián Takács László Cseh Zsuzsanna Jakabos Katinka Hosszú | 1'35"44 22"24 22"54 25"16 25"50 | 4x50 m mista | Germania Jenny Mensing Marco Koch Helge Meeuw Britta Steffen | 1'43"21 28"69 26"32 23"65 24"55 |        |                                |                 |

### Doha
Fonte
| Gara                | Atleti                                                                 | Perf.                           | Gara         | Atleti                                                       | Perf.                           | Gara   | Atleti                         | Perf.           |
| ------------------- | ---------------------------------------------------------------------- | ------------------------------- | ------------ | ------------------------------------------------------------ | ------------------------------- | ------ | ------------------------------ | --------------- |
| Stile libero        |                                                                        |                                 |              |                                                              |                                 |        |                                |                 |
| 50 m                | Anthony Ervin Therese Alshammar                                        | 21"02 24"44                     | 200 m        | Tommaso D'Orsogna Katinka Hosszú                             | 1'43"84 1'54"79                 | 800 m  | Katinka Hosszú                 | 8'29"31         |
| 100 m               | Tommaso D'Orsogna Kenneth To Britta Steffen                            | \| 47"10 \| \| 53"40 \|         | 400 m        | Robert Hurley Katinka Hosszú                                 | 3'42"89 4'04"24                 | 1500 m | Wang Kecheng                   | 14'43"83        |
| Dorso               |                                                                        |                                 |              |                                                              |                                 |        |                                |                 |
| 50 m                | Stanislav Donec Noriko Inada                                           | 23"49 27"29                     | 100 m        | Robert Hurley Daryna Zevina                                  | 50"18 57"90                     | 200 m  | Radosław Kawęcki Daryna Zevina | 1'50"89 2'02"99 |
| Rana                |                                                                        |                                 |              |                                                              |                                 |        |                                |                 |
| 50 m                | Cameron van der Burgh Jennie Johansson                                 | 25"95 30"69                     | 100 m        | Cameron van der Burgh Jennie Johansson                       | 57"22 1'06"11                   | 200 m  | Daiya Seto Fumiko Kawanabe     | 2'04"87 2'22"59 |
| Farfalla            |                                                                        |                                 |              |                                                              |                                 |        |                                |                 |
| 50 m                | Roland Schoeman Therese Alshammar                                      | 22"34 25"62                     | 100 m        | Chad le Clos Therese Alshammar                               | 49"60 57"22                     | 200 m  | Daiya Seto Katinka Hosszú      | 1'51"30 2'09"31 |
| Misti               |                                                                        |                                 |              |                                                              |                                 |        |                                |                 |
| 100 m               | Kenneth To Katinka Hosszú                                              | 51"58 59"74                     | 200 m        | Darian Townsend Katinka Hosszú                               | 1'53"75 2'09"86                 | 400 m  | Daiya Seto Katinka Hosszú      | 4'02"51 4'30"03 |
| Staffette           |                                                                        |                                 |              |                                                              |                                 |        |                                |                 |
| 4x50 m stile libero | Ungheria Krisztián Takács László Cseh Zsuzsanna Jakabos Katinka Hosszú | 1'35"56 22"11 22"57 24"99 25"89 | 4x50 m mista | Germania Jenny Mensing Marco Koch Helge Meeuw Britta Steffen | 1'43"38 28"63 26"62 23"44 24"69 |        |                                |                 |
| 47"10               |                                                                        |                                 |              |                                                              |                                 |        |                                |                 |
| 53"40               |                                                                        |                                 |              |                                                              |                                 |        |                                |                 |

### Stoccolma
Fonte
| Gara                | Atleti                                                                      | Perf.                           | Gara         | Atleti                                                                     | Perf.                           | Gara   | Atleti                          | Perf.           |
| ------------------- | --------------------------------------------------------------------------- | ------------------------------- | ------------ | -------------------------------------------------------------------------- | ------------------------------- | ------ | ------------------------------- | --------------- |
| Stile libero        |                                                                             |                                 |              |                                                                            |                                 |        |                                 |                 |
| 50 m                | George Bovell Britta Steffen                                                | 20"82 24"08                     | 200 m        | Darian Townsend Katinka Hosszú                                             | 1'43"45 1'55"30                 | 800 m  | Katinka Hosszú                  | 8'24"48         |
| 100 m               | Tommaso D'Orsogna Britta Steffen                                            | 47"05 52"46                     | 400 m        | Robert Hurley Katinka Hosszú                                               | 3'43"05 4'03"83                 | 1500 m | Lucas Kanieski                  | 14'46"68        |
| Dorso               |                                                                             |                                 |              |                                                                            |                                 |        |                                 |                 |
| 50 m                | Stanislav Donec Rachel Goh                                                  | 23"61 26"94                     | 100 m        | Robert Hurley Rachel Goh                                                   | 50"38 57"52                     | 200 m  | Yuki Shirai Melissa Ingram      | 1'50"70 2'04"84 |
| Rana                |                                                                             |                                 |              |                                                                            |                                 |        |                                 |                 |
| 50 m                | Glenn Snyders Rūta Meilutytė                                                | 26"61 29"96                     | 100 m        | Glenn Snyders Rūta Meilutytė                                               | 57"87 1'05"02                   | 200 m  | Marco Koch Rie Kanetō           | 2'06"09 2'21"09 |
| Farfalla            |                                                                             |                                 |              |                                                                            |                                 |        |                                 |                 |
| 50 m                | Matthew Targett Therese Alshammar                                           | 22"51 25"64                     | 100 m        | Kenneth To Therese Alshammar                                               | 50"19 56"68                     | 200 m  | Kazuya Kaneda Zsuzsanna Jakabos | 1'51"95 2'06"90 |
| Misti               |                                                                             |                                 |              |                                                                            |                                 |        |                                 |                 |
| 100 m               | George Bovell Katinka Hosszú                                                | 51"56 59"71                     | 200 m        | Darian Townsend Katinka Hosszú                                             | 1'53"66 2'08"13                 | 400 m  | Daiya Seto Katinka Hosszú       | 4'00"85 4'28"01 |
| Staffette           |                                                                             |                                 |              |                                                                            |                                 |        |                                 |                 |
| 4x50 m stile libero | Finlandia Laura Kurki Hanna-Maria Seppälä Toni Kurkinen Ari-Pekka Liukkonen | 1'32"75 25"22 24"95 22"01 20"57 | 4x50 m mista | Norvegia Lavrans Solli Aleksander Hetland Ingvild Snildal Henriette Brekke | 1'41"83 24"56 26"42 26"16 24"69 |        |                                 |                 |

### Mosca
Fonte
| Gara                | Atleti                                                                    | Perf.                           | Gara         | Atleti                                                               | Perf.                           | Gara   | Atleti                       | Perf.           |
| ------------------- | ------------------------------------------------------------------------- | ------------------------------- | ------------ | -------------------------------------------------------------------- | ------------------------------- | ------ | ---------------------------- | --------------- |
| Stile libero        |                                                                           |                                 |              |                                                                      |                                 |        |                              |                 |
| 50 m                | George Bovell Britta Steffen                                              | 20"90 24"20                     | 200 m        | Darian Townsend Katinka Hosszú                                       | 1'44"26 1'55"46                 | 800 m  | Leah Smith                   | 8'10"24         |
| 100 m               | Tommaso D'Orsogna Britta Steffen                                          | 47"11 52"92                     | 400 m        | Paul Biedermann Elena Sokolova                                       | 3'44"00 4'04"83                 | 1500 m | Daiya Seto                   | 15'03"02        |
| Dorso               |                                                                           |                                 |              |                                                                      |                                 |        |                              |                 |
| 50 m                | Stanislav Donec Rachel Goh                                                | 23"31 26"87                     | 100 m        | Stanislav Donec Rachel Goh                                           | 49"74 57"80                     | 200 m  | Yuki Shirai Melissa Ingram   | 1'50"80 2'03"35 |
| Rana                |                                                                           |                                 |              |                                                                      |                                 |        |                              |                 |
| 50 m                | Fabio Scozzoli Jessica Hardy                                              | 26"51 30"29                     | 100 m        | Fabio Scozzoli Rie Kanetō                                            | 58"32 1'06"18                   | 200 m  | Sean Mahoney Rie Kanetō      | 2'05"11 2'20"08 |
| Farfalla            |                                                                           |                                 |              |                                                                      |                                 |        |                              |                 |
| 50 m                | Matthew Targett Inge Dekker                                               | 22"56 25"65                     | 100 m        | Evgenij Korotyškin Ilaria Bianchi                                    | 50"56 57"18                     | 200 m  | Kazuya Kaneda Katinka Hosszú | 1'52"43 2'05"77 |
| Misti               |                                                                           |                                 |              |                                                                      |                                 |        |                              |                 |
| 100 m               | Kenneth To Katinka Hosszú                                                 | 51"66 59"69                     | 200 m        | Daiya Seto Katinka Hosszú                                            | 1'53"93 2'08"28                 | 400 m  | Daiya Seto Katinka Hosszú    | 4'01"30 4'30"14 |
| Staffette           |                                                                           |                                 |              |                                                                      |                                 |        |                              |                 |
| 4x50 m stile libero | Russia Evgenij Lagunov Oleg Tikhobaev Svetlana Knyaginina Veronika Popova | 1'33"25 21"89 22"01 24"71 24"64 | 4x50 m mista | Stati Uniti Kylie Stewart Jessica Hardy Thomas Shields Anthony Ervin | 1'40"87 27"84 29"48 22"71 20"84 |        |                              |                 |

### Berlino
Fonte
| Gara                | Atleti                                                               | Perf.                           | Gara         | Atleti                                                               | Perf.                           | Gara   | Atleti                          | Perf.           |
| ------------------- | -------------------------------------------------------------------- | ------------------------------- | ------------ | -------------------------------------------------------------------- | ------------------------------- | ------ | ------------------------------- | --------------- |
| Stile libero        |                                                                      |                                 |              |                                                                      |                                 |        |                                 |                 |
| 50 m                | Anthony Ervin Britta Steffen                                         | 20"85 24"16                     | 200 m        | Yannick Agnel Camille Muffat                                         | 1'42"10 1'52"28                 | 800 m  | Rebecca Mann                    | 8'16"58         |
| 100 m               | Anthony Ervin Britta Steffen                                         | 46"71 52"88                     | 400 m        | Paul Biedermann Camille Muffat                                       | 3'42"21 3'54"93                 | 1500 m | Dávid Verrasztó                 | 14'51"29        |
| Dorso               |                                                                      |                                 |              |                                                                      |                                 |        |                                 |                 |
| 50 m                | Stanislav Donec Rachel Goh                                           | 23"16 26"80                     | 100 m        | Stanislav Donec Rachel Goh                                           | 50"02 57"02                     | 200 m  | Yuki Shirai Melissa Ingram      | 1'49"94 2'04"28 |
| Rana                |                                                                      |                                 |              |                                                                      |                                 |        |                                 |                 |
| 50 m                | Fabio Scozzoli Jessica Hardy                                         | 26"31 30"13                     | 100 m        | Fabio Scozzoli Jessica Hardy                                         | 57"61 1'04"58                   | 200 m  | Sean Mahoney Rie Kanetō         | 2'04"55 2'19"96 |
| Farfalla            |                                                                      |                                 |              |                                                                      |                                 |        |                                 |                 |
| 50 m                | Matthew Targett Ilaria Bianchi                                       | 22"30 25"96                     | 100 m        | Thomas Shields Ilaria Bianchi                                        | 50"03 56"86                     | 200 m  | Nikolaj Skvorcov Katinka Hosszú | 1'51"77 2'05"78 |
| Misti               |                                                                      |                                 |              |                                                                      |                                 |        |                                 |                 |
| 100 m               | George Bovell Theresa Michalak                                       | 51"20 59"62                     | 200 m        | Darian Townsend Sophie Allen                                         | 1'53"44 2'07"52                 | 400 m  | Daiya Seto Katinka Hosszú       | 4'00"12 4'28"88 |
| Staffette           |                                                                      |                                 |              |                                                                      |                                 |        |                                 |                 |
| 4x50 m stile libero | Stati Uniti Anthony Ervin Thomas Shields Jessica Hardy Kylie Stewart | 1'31"16 20"92 21"58 23"81 24"85 | 4x50 m mista | Stati Uniti Kylie Stewart Jessica Hardy Thomas Shields Anthony Ervin | 1'40"49 27"70 29"82 22"47 20"50 |        |                                 |                 |

### Pechino
Fonte
| Gara                | Atleti                                      | Perf.                           | Gara         | Atleti                                      | Perf.                           | Gara   | Atleti                       | Perf.           |
| ------------------- | ------------------------------------------- | ------------------------------- | ------------ | ------------------------------------------- | ------------------------------- | ------ | ---------------------------- | --------------- |
| Stile libero        |                                             |                                 |              |                                             |                                 |        |                              |                 |
| 50 m                | George Bovell Yin Fan                       | 20"98 24"47                     | 200 m        | Tommaso D'Orsogna Shao Yiwen                | 1'43"20 1'55"13                 | 800 m  | Katinka Hosszú               | 8'21"49         |
| 100 m               | Tommaso D'Orsogna Britta Steffen            | 47"06 52"78                     | 400 m        | Matthew Stanley Shao Yiwen                  | 3'40"74 4'00"56                 | 1500 m | Michael Klueh                | 14'39"12        |
| Dorso               |                                             |                                 |              |                                             |                                 |        |                              |                 |
| 50 m                | Stanislav Donec Rachel Goh                  | 23"14 26"66                     | 100 m        | Stanislav Donec Rachel Goh                  | 50"07 57"07                     | 200 m  | Yuki Shirai Zhou Yanxin      | 1'51"04 2'04"81 |
| Rana                |                                             |                                 |              |                                             |                                 |        |                              |                 |
| 50 m                | Glenn Snyders Jennie Johansson              | 26"64 30"41                     | 100 m        | Glenn Snyders Sarah Katsoulis               | 57"96 1'05"30                   | 200 m  | Sean Mahoney Rie Kanetō      | 2'06"38 2'19"33 |
| Farfalla            |                                             |                                 |              |                                             |                                 |        |                              |                 |
| 50 m                | Jason Dunford Inge Dekker                   | 23"14 25"64                     | 100 m        | Kenneth To Inge Dekker                      | 50"96 57"62                     | 200 m  | Kazuya Kaneda Katinka Hosszú | 1'51"22 2'06"02 |
| Misti               |                                             |                                 |              |                                             |                                 |        |                              |                 |
| 100 m               | Kenneth To Katinka Hosszú                   | 51"58 59"90                     | 200 m        | Darian Townsend Ye Shiwen                   | 1'54"25 2'06"10                 | 400 m  | Yang Zhixian Ye Shiwen       | 4'05"62 4'26"93 |
| Staffette           |                                             |                                 |              |                                             |                                 |        |                              |                 |
| 4x50 m stile libero | Cina Shi Yang Lu Zhiwu Wang Haibing Tang Yi | 1'34"71 22"49 22"18 25"11 24"93 | 4x50 m mista | Cina Cheng Feiyi Li Xiayan Liu Zige Tang Yi | 1'43"04 24"30 26"58 27"36 24"80 |        |                              |                 |

### Tokyo
Fonte
| Gara                | Atleti                                                                | Perf.                           | Gara         | Atleti                                                              | Perf.                           | Gara   | Atleti                       | Perf.           |
| ------------------- | --------------------------------------------------------------------- | ------------------------------- | ------------ | ------------------------------------------------------------------- | ------------------------------- | ------ | ---------------------------- | --------------- |
| Stile libero        |                                                                       |                                 |              |                                                                     |                                 |        |                              |                 |
| 50 m                | George Bovell Britta Steffen                                          | 20"94 24"01                     | 200 m        | Darian Townsend Katinka Hosszú                                      | 1'43"31 1'54"94                 | 800 m  | Katinka Hosszú               | 8'24"89         |
| 100 m               | Anthony Ervin Britta Steffen                                          | 47"09 52"42                     | 400 m        | Michael Klueh Melissa Ingram                                        | 3'40"23 4'05"22                 | 1500 m | Michael Klueh                | 14'38"64        |
| Dorso               |                                                                       |                                 |              |                                                                     |                                 |        |                              |                 |
| 50 m                | Stanislav Donec Noriko Inada                                          | 23"25 26"99                     | 100 m        | Stanislav Donec Grace Loh                                           | 49"49 57"71                     | 200 m  | Yuki Shirai Melissa Ingram   | 1'49"69 2'05"39 |
| Rana                |                                                                       |                                 |              |                                                                     |                                 |        |                              |                 |
| 50 m                | Christian Sprenger Jessica Hardy                                      | 26"62 29"92                     | 100 m        | Glenn Snyders Jessica Hardy                                         | 57"98 1'04"86                   | 200 m  | Akihiro Yamaguchi Rie Kanetō | 2'04"64 2'18"38 |
| Farfalla            |                                                                       |                                 |              |                                                                     |                                 |        |                              |                 |
| 50 m                | Jason Dunford Jeanette Ottesen                                        | 23"03 25"48                     | 100 m        | Zhang Qibin Inge Dekker                                             | 50"53 57"39                     | 200 m  | Kazuya Kaneda Katinka Hosszú | 1'51"08 2'05"90 |
| Misti               |                                                                       |                                 |              |                                                                     |                                 |        |                              |                 |
| 100 m               | George Bovell Sophie Allen                                            | 51"80 59"50                     | 200 m        | Daiya Seto Katinka Hosszú                                           | 1'52"48 2'07"51                 | 400 m  | Daiya Seto Katinka Hosszú    | 4'00"02 4'28"14 |
| Staffette           |                                                                       |                                 |              |                                                                     |                                 |        |                              |                 |
| 4x50 m stile libero | Waseda University Takuya Amagai Ren Sato Akane Hoshi Katsumi Nakamura | 1'37"12 23"05 25"73 26"58 21"76 | 4x50 m mista | Chukyo University Naoya Saino Kana Sano Ayaka Komatsubara Kenta Ito | 1'43"50 24"80 31"01 26"81 20"88 |        |                              |                 |

### Singapore
Fonte
| Gara                | Atleti                                          | Perf.                           | Gara         | Atleti                                                                       | Perf.                             | Gara   | Atleti                         | Perf.           |
| ------------------- | ----------------------------------------------- | ------------------------------- | ------------ | ---------------------------------------------------------------------------- | --------------------------------- | ------ | ------------------------------ | --------------- |
| Stile libero        |                                                 |                                 |              |                                                                              |                                   |        |                                |                 |
| 50 m                | Anthony Ervin Britta Steffen                    | 20"99 24"10                     | 200 m        | Cameron McEvoy Katinka Hosszú                                                | 1'43"40 1'53"57                   | 800 m  | Katinka Hosszú                 | 8'21"94         |
| 100 m               | Tommaso D'Orsogna Britta Steffen                | 47"03 52"38                     | 400 m        | Robert Hurley Angie Bainbridge                                               | 3'41"01 4'04"01                   | 1500 m | MacKenzie Horton               | 14'54"25        |
| Dorso               |                                                 |                                 |              |                                                                              |                                   |        |                                |                 |
| 50 m                | Stanislav Donec Rachel Goh                      | 23"22 27"06                     | 100 m        | Stanislav Donec Rachel Goh                                                   | 49"82 57"34                       | 200 m  | Yuki Shirai Melissa Ingram     | 1'50"70 2'04"93 |
| Rana                |                                                 |                                 |              |                                                                              |                                   |        |                                |                 |
| 50 m                | Christian Sprenger Jessica Hardy                | 26"69 29"96                     | 100 m        | Christian Sprenger Jessica Hardy                                             | 57"46 1'05"58                     | 200 m  | Sean Mahoney Rie Kanetō        | 2'06"17 2'20"18 |
| Farfalla            |                                                 |                                 |              |                                                                              |                                   |        |                                |                 |
| 50 m                | Zhang Qi Bin Jeanette Ottesen                   | 23"09 25"42                     | 100 m        | Zhang Qi Bin Jeanette Ottesen                                                | 50"58 57"75                       | 200 m  | Kazuya Kaneda Katinka Hosszú   | 1'52"23 2'05"85 |
| Misti               |                                                 |                                 |              |                                                                              |                                   |        |                                |                 |
| 100 m               | Kenneth To Zsuzsanna Jakabos                    | 51"50 59"73                     | 200 m        | Darian Townsend Zsuzsanna Jakabos                                            | 1'54"16 2'06"41                   | 400 m  | Darian Townsend Katinka Hosszú | 4'09"24 4'27"96 |
| Staffette           |                                                 |                                 |              |                                                                              |                                   |        |                                |                 |
| 4x50 m stile libero | Cina Liu Junwu Liu Lan Zheng Yanan Zhang Qi Bin | 1'34"20 22"53 25"26 24"86 21"55 | 4x50 m mista | Australia Angie Bainbridge Christian Sprenger Chris Wright Melanie Schlanger | 1'42"10 27"99 (2+3) 1'17"46 24"64 |        |                                |                 |